# Anaílson Brito Noleto
Anaílson Brito Noleto (Estreito, 8 maart 1978) is een Braziliaans voetballer.